# Svartabborrtjärnen (Brunflo socken, Jämtland)
Svartabborrtjärnen är en sjö i Östersunds kommun i Jämtland och ingår i Indalsälvens huvudavrinningsområde.